# حكايا رادياتا
حكايا رادياتا (بالإنجليزية: Radiata stories)‏ (باليابانية: ラジアータ ストーリーズ) هي لعبة أكشن تقمص أدوار على البلايستيشن 2 طورهتها شركة تري أيس ونشرتها شركة سكوير إينيكس.
أطلقت اللعبة بتاريخ 27 يناير 2005م في اليابان، وبتاريخ 6 سيبتمبر 2005 في أمريكا الشمالية. بعيت أكثر من 413,000 نسخة من اللعبة في أنحاء العالم.

## القصة
تدور أحداث اللعبة في منطقة خيالية أسمها رادياتا حول فتى مراهق أسمه جاك راسل، وهو إبن فارس أسطوري سبق له إنقاذ البشرية. يعتزم جاك أن يصبح فارسًا مثل أبيه.
منطقة رادياتا شاسعة الأطراف وتترابط عبر جسور كبرى، في منتصفها تقع مدينة رادياتا التي تبدأ منها القصة. في بداية اللعبة يعيش البشر والجنيات في المنطقة بسلام، إلا أن تتطور القصة ويحدث شرخ بين العرقين يحتم اللاعب على اختيار الوقوف إما بصف البشر أو بصف غير-البشر، وتختلف أحداث ونهاية اللعبة بحسب الطريق الذي يختاره اللاعب.

### الشخصيات
توجد ثلاث شخصيات رئيسية وهم: جاك راسل، المراهق المتفائل وبطل اللعبة وريدلي سيلفرليك، فارسة مراهقة من عائلة نبيلة ذات شخصية جادة، وجانز روثسشايلد، وهو كابتن الفيلق العطوف. وتوجد شخصيات إضافية في القصة مثل لاركس، وهو رئيس الوزراء المحنك وفارس، واللورد جانس، والد ريدلي المفرط في حمايتها ويقطن في قصر رادياتا.
توجد في اللعبة 300 شخصية، منها 175 شخصية قابلة للتجنيد في فيلق اللاعب. وتتوفر خلفية عنهم وعن شخصياتهم عندما يضم اللاعب شخصية جديدة في قائمة الاصدقاء. ونظرًا لتشعب القصة بحسب الطريق الذي سيختاره اللاعب لاحقا، لايمكن للاعب تجنيد جميع الشخصيات من أول مرة ينهي فيها اللعب، إذ لابد من إنهاء اللعبة مرتين على الأقل ليتمكن اللاعب من ضم جميع الشحصيات في قائمة الأصدقاء. توجد مجموعتين رئيسية للشخصيات التي يمكن تجنيدها، الأولى هي الشخصيات التي تدعم العرق البشري وتقطن في المدينة وأطرافها، والثانية هي مخلوقات خيالية وجنيات تقطن في غابات رادياتا ونحو ذلك.

## طريقة اللعب
تركز اللعبة بشكل كبير على تصميم العالم الذي يحكمه نظام النهار والليل وعلى وشخصياتها الغير قابلة للعب التي لكل منها حياتها الخاصة وظائفها وشخصياتها ومنازلها وحواراتها وجداولها اليومية. يمكن للاعب ركل أي شي تقريبًا. إذ يؤدي ركل الأثاث والأشياء غير الحية الأخرى في بعض الأحيان الحصول على الأغراض أو المال، ويمكن لركل الشخصيات غير القابلة للعب للمبارزة ، في حال خسارة المبارزة لن يخسر اللاعب اللعبة. ويمكن لجاك مبارزة كل شخصية مرة واحدة كل يوم.

### المعارك
تجري المعارك على شاشة منفصلة على الرغم من ظهور الوحوش في الخريطة، يمكن للاعب فقط اللعب بجاك بشكل حي في حين أن أعضاء المجموعة الآخرين يقاتلون بالاستعانة بالذكاء الاصطناعي داخل اللعبة. يمكن للاعب إصدار الأوامر للفريق أو عمل تشكيلات تكتيكية في المعركة.

### تجنيد الشخصيات غير قابلة للعب
توجد في اللعبة 175شخصية يمكن تجنديها، سواء عن طريق تنفيذ بعض المهام أو المبارزة، بعد التجنيد يتم وضعهم في قائمة الأصدقاء الموجودة باللعبة مما يمكن اللاعبين تضمينهم في فريق المعارك في أي وقت. يمكن صقل مهاراتهم ولكن لايمكن إعطائهم أسلحة أو دروع أو ملحقات. إذ يتحتم على اللاعب إختيار مزيج من الشخصيات بناء على نقاط قوتهم وضعفهم. اعتمادا على المسار الذي يختاره اللاعب لاحقًا في اللعبة قد تصبح بعض الشخصيات غير قابلة للتجنيد لبقية اللعبة، كما ستحظر مناطق معينة في اللعبة.

## الاستقبال الجماهيري
حازت اللعبة على جائزة (بالإنجليزية: Game Awards Future)، ترجمة حرفية 'مستقبل جوائز الألعاب'‏ في اليابان من قبل جمعية موردي أجهزة الكمبيوتر الترفيهية في 2004، والتي تُعطى للألعاب التي يتوقع نجاحها بشكل باهر. في 17 نوفمبر 2004 حصدت اللعبة مركز 12 في قائمة أكثر الألعاب للطلب المُسبق. ووفقًا لـفاميتسو، حصدت اللعبة المركز 20 في قائمة أكثر الألعاب طلبًا في بداية أكتوبر، وقفزت للمركز الثالث قبل إصدار اللعبة باسبوع.
ذكر أحد مراجعي الألعاب أن للعبة حوارات مسلية ونظام معركة بسيط مناسب لمبتدئين. بُعيت 152,000 نسخة في اليابان في أول اسبوعين من إطلاق اللعبة، شُحنت 54% من هذه الطلبات في يوم إطلاق اللعبة. وبيعت 294,000 نسخة في اليابان بشكل عام.
الاستقبال الجماهيري للعبة في أمريكا الشمالية كان فاترًا ، إذ كانت من أكثر الألعاب إيجارًا في أسبوع إطلاقها على جيم فلاي. بعيت 119،000 نسخة منها بشكل عام (خارج اليابان). استمتع المراجعون باللعبة بشكل عام وقالوا على الرغم من أن اللعبة ليست رائدة ، إلا أنها كانت بسيطة وغريبة ومسلية.

## وسائط ذات علاقة
أُطلقت سلسلتي مانجا مرتبطة باللعبة بين 2005 و2007، وكانت لكل سلسلة 5 أجزاء. وبيعت مجموعة محدودة من 6 تماثيل صغيرة لشخصيتي جاك وريدلي.